# Šebrov-Kateřina
Šebrov-Kateřina ist eine Gemeinde in Tschechien. Sie liegt fünf Kilometer südwestlich von Blansko und gehört zum Okres Blansko.

## Geographie

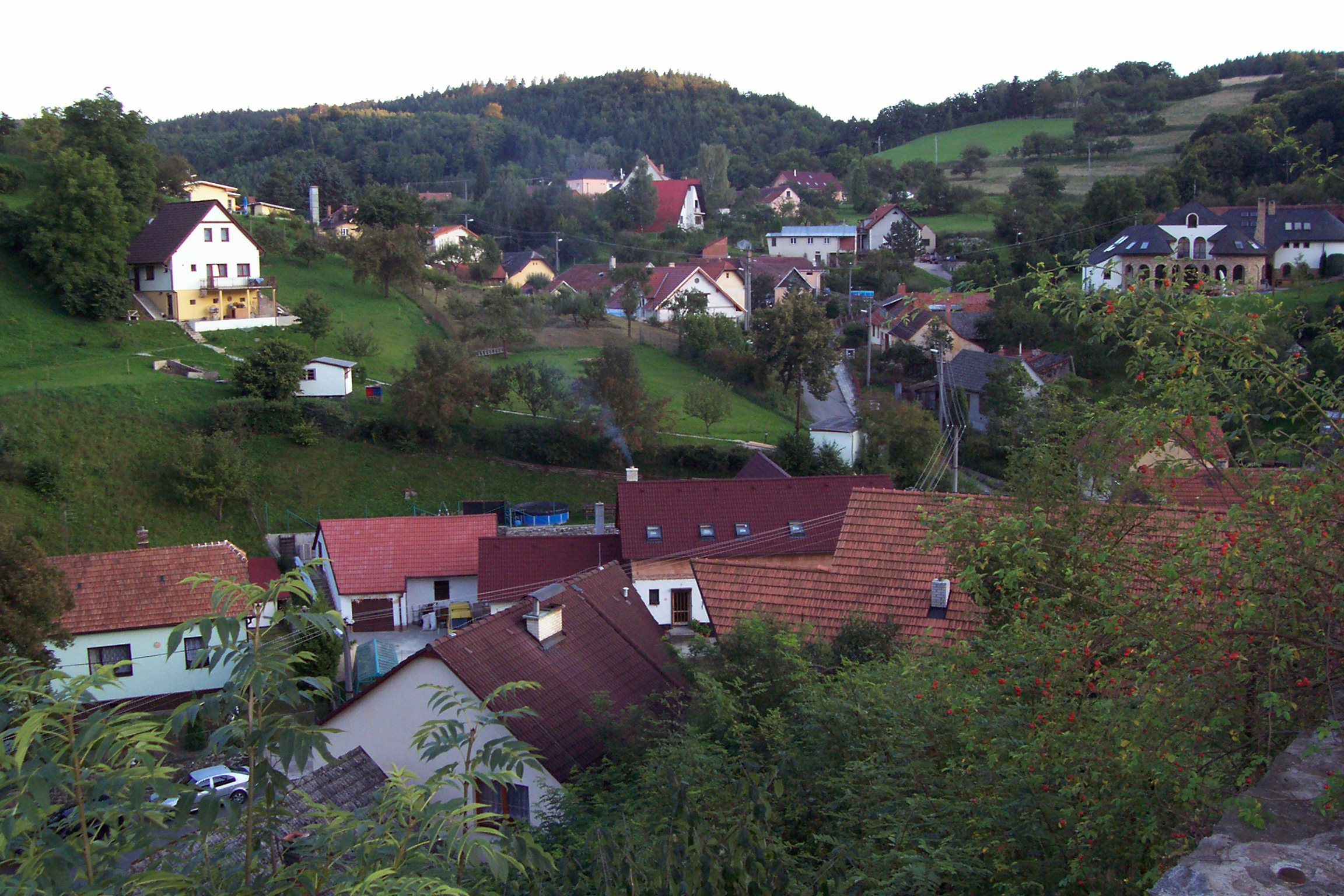
Ortsansicht

Šebrov-Kateřina befindet sich im westlichen Teil des Drahaner Berglandes im Tal des Baches Šebrovka. Nördlich erheben sich der Bukovec (596 m) und die Březi (433 m), im Südosten der Veselý kopeček (514 m), südlich die Homole (443 m), im Südwesten der Babí lom (562 m), Spálená skála und Maňová (433 m) sowie nordwestlich der Dubový kopec (533 m). Gegen Osten liegt das Durchbruchstal der Svitava.
Nachbarorte sind Hořice im Norden, Blansko und Olešná im Nordosten, Olomučany im Osten, Josefov, Huť Františka und Adamov im Südosten, Vranov, U Jelínka, Lelekovice und Podlesí im Süden, Kuřim im Südwesten, Svinošice im Westen sowie Milonice und Závist im Nordwesten.

## Geschichte
Die erste urkundliche Erwähnung von Schebraw erfolgte im Jahre 1364. Das Dorf wurde wahrscheinlich von Šebor von Rájec auf Lelekovice gegründet. Östlich des Dorfes befand sich die Ansiedlung Paseka. 1469 entstand in Paseka die Kirche der hl. Katharina.
Nach der Aufhebung der Patrimonialherrschaften bildete Šebrov mit dem Ortsteil Svatá Kateřina ab 1850 eine Gemeinde in der Bezirkshauptmannschaft Boskovice. 1868 trennten sich beide Orte in die Gemeinden Šebrov und Svatá Kateřina. 1950 wurden beide Gemeinden dem Okres Blansko zugeordnet. Mit Beginn des Jahres 1961 erfolgte die Vereinigung von Šebrov und Svatá Kateřina zu einer Gemeinde Šebrov-Kateřina. Gepfarrt ist die Gemeinde nach Vranov.

## Gemeindegliederung
Die Gemeinde Šebrov-Kateřina besteht aus den Ortsteilen Šebrov (Schebrow) und Svatá Kateřina (St. Kathrein), die zugleich auch Katastralbezirke bilden.

## Sehenswürdigkeiten
- gotische Wallfahrtskirche der hl. Katharina, auf einem Felsplateau über Svatá Kateřina, erbaut 1469 anstelle einer hölzernen Kapelle
- Kapelle in Šebrov
- Reste der Burg Starý hrad, östlich über der Svitava, die seit 1371 nachweisbare Burg fiel während des böhmisch-ungarischen Krieges nach 1470 wüst
- ungarische Befestigungsanlagen unterhalb von Starý hrad über der Svitava, errichtet um 1470
- Burg Nový hrad, östlich über der Svitava, sie wurde in den 1470er Jahren erbaut und im Dreißigjährigen Krieg 1645 von den Schweden niedergebrannt. Ab 1655 wurde sie teilweise wiederaufgebaut. Seit 1990 gehört sie dem ČSOP.